# Марія Христина Орлеанська
Марія Христина Орлеанська (ісп. María Cristina de Orleans; 29 жовтня 1852 — 28 квітня 1879) — третя дочка Антуана Орлеанського, герцога де Монпансьє (син короля Франції Луї-Філіпа I) і Луїзи Фернанди Іспанської (дочка короля Іспанії Фердинанда VII).

## Біографія
Марія Христина народилася і виросла в Севільї, де її батьки були змушені жити, щоб триматися якомога далі від палацових інтриг при дворі королеви Іспанії Ізабелли II, сестри її матері. Вона отримала ім'я на честь бабусі по материнській лінії, королеви Марії Христини. Вона була третьою дочкою дев'яти дітей своїх батьків, але лише троє крім Марії Христини досягли дорослого віку: Марія Ізабелла, Марія де лас Мерседес і Антоніо. Вона була хрещена як Марія Христина Франциска де Паула Антонієтта; ім'я «Франциска» отримала на честь одного з її хрещених батьків, дядька і дідуся Франсіско де Паула, герцога Кадіського.
У 1878 році її сестра Мерседес, яка була на вісім років молодша за Марії Христини, вийшла заміж за свого двоюрідного брата, короля Іспанії Альфонсо XII. Союз, укладений по любові, а не з політичних причин, допоміг відновити відносини між Ізабеллою II і її сестрою, матір'ю Христини. Щастя пари та всієї родини закінчилося вже через кілька місяців, коли королева Мерседес померла від тифу. Смерть королеви повалила королівську сім'ю в глибоку скорботу; Альфонсо XII особливо сильно страждав, тому що став вдівцем у 20 років, не маючи спадкоємця. Він незабаром був змушений шукати другу дружину. Протягом декількох місяців він доглядав за Марією Крістіною, яка була готова замінити свою покійну сестру. Однак незабаром стало ясно, що вона хворіє на туберкульоз.
26-річна Марія Христина померла 28 квітня 1879 року в Севільї. Вона була похована в Пантеоні інфантів монастиря Ескоріал. Її двоюрідний брат, Альфонсо XII, одружився 28 листопада того ж року на австрійській герцогині Марії Христині, від якої у нього було троє дітей: Мерседес (названа в честь сестри Марії Христини та покійної королеви, Мерседес), Марія Тереза й Альфонсо, майбутній король Іспанії.

## Титули
29 жовтня 1852 — 28 квітня 1879: Її Королівська Високість принцеса Марія Христина Орлеанська, інфанта Іспанії.